# Compte chèque postal
Pour les articles homonymes, voir CCP.
Le compte chèque postal (CCP)  désigne un compte courant déposé auprès de la filiale bancaire d'un établissement postal, associé à des moyens de paiement tels que le chéquier et la carte de paiement (ou de retrait). 
- en France : La Banque postale ;
- en Suisse : PostFinance ;
- au Luxembourg : POST Finance ;
- en Nouvelle-Calédonie : l'Office des Postes et Télécommunications de Nouvelle-Calédonie;
- au Maroc : Al Barid Bank.